# Whataya Want from Me
"Whataya Want from Me?" é o terceiro single oficial de Adam Lambert, lançado como o segundo single seu álbum de estreia For Your Entertainment, em 6 de março de 2010.
A música foi escrita por Pink, Max Martin e Shellback. Ela chegou a ser gravada pela Pink para seu quinto álbum de estúdio Funhouse, mas a música não foi seleccionada no corte final. Foi produzida por Max Martin e Shellback, ambos já haviam colaborarado para artistas como Pink, Britney Spears, Katy Perry e ex-participantes do reality show American Idol (além de Adam) como Kelly Clarkson, Daughtry, Allison Iraheta e Carrie Underwood.

## Lista de faixas
Digital download (somente na Austrália)
1. "Whataya Want from Me" – 3:47
2. "Whataya Want from Me" (Fonzerelli's Electro House Club Remix) – 5:52

Remixes - (Part of Remixes Álbum)
- "Whataya Want from Me" (Brad Walsh's A-Vivir Mix) - 4:31
- "Whataya Want from Me" (Fonzerelli's Electro House Club Remix) - 5:52
- "Whataya Want from Me" (Jason Nevins Electrotek Extended Mix) - 6:22

## Desempenho nas paradas musicais
| Parada musical (2010)                        | Melhor posição |
| -------------------------------------------- | -------------- |
| Australian Singles Chart                     | 4              |
| Austrian Singles Chart                       | 4              |
| Belgian Tip Chart (Flanders)                 | 2              |
| Canadian Hot 100                             | 3              |
| República Checa Top 100                      | 3              |
| Danish Singles Chart                         | 12             |
| Dutch Top 40                                 | 7              |
| European Hot 100                             | 21             |
| Finnish Singles Chart                        | 2              |
| French Singles Chart                         | 7              |
| German Singles Chart                         | 5              |
| Hungarian Airplay Chart                      | 3              |
| New Zealand Singles Chart                    | 4              |
| Norway Singles Top 20                        | 18             |
| Polish Airplay Chart                         | 1              |
| Slovakia Radio Top 100                       | 25             |
| Swedish Singles Chart                        | 8              |
| Swiss Singles Top 75                         | 6              |
| UK Singles Chart                             | 53             |
| U.S. Billboard Hot 100                       | 10             |
| U.S. Billboard Mainstream Top 40 (Pop Songs) | 12             |
| U.S. Billboard Hot Adult Top 40 Tracks       | 2              |

### Paradas de fim-de-ano
| Parada musical (2010)    | Posição |
| ------------------------ | ------- |
| Australian Singles Chart | 40      |
| Canadian Hot 100         | 11      |
| German Singles Chart     | 40      |
| Hungarian Airplay Chart  | 23      |
| Russian Love Radio Chart | 2       |

## Versão porP!nk
"Whataya Want from Me" é uma canção da cantora estadunidense P!nk, sendo cotada para estar em seu quinto álbum de estúdio, Funhouse (2009), porém, foi retirada nos acertos finais. Está presente na versão deluxe da coletânea Greatest Hits... So Far!, como uma das quatro canções inéditas do álbum.